# Crates de Tebes
Crates de Tebes (grec antic: Κράτης, llatí: Crates), fill d'Ascondos, fou un filòsof grec, que va exercir a Atenes i fou deixeble del Diògenes el Cínic, i va esdevenir un dels més destacats filòsofs cínics. Hipòbot diu que no va ser deixeble de Diògenes, sinó de Brisó d'Acaia. L'anomenaven «obre portes», perquè entrava a qualsevol casa i aconsellava als que hi vivien.
Va viure vers el 328 aC i encara vivia a Atenes en temps de Demetri de Falèron; el 307 aC era a Tebes. Va renunciar a tota la seva fortuna perquè considerava que un filòsof no necessitava diners per a viure, després de veure en una tragèdia que Tèlef només portava una petita bosseta amb les seves pertinences en una situació difícil, i es va sentir atret per la filosofia cínica.
Hipàrquia, d'una rica família i germana de Mètrocles, se'n va enamorar i va amenaçar de suïcidar-se si no se li permetia de casar-se amb el filòsof.
Va morir molt vell i va ser enterrat a Beòcia. Va escriure almenys un llibre sobre temes de filosofia i algunes comèdies de caràcter filosòfic.